# Jerzy Szczakiel
Jerzy Szczakiel (28. ledna 1949 Grudzice – 1. září 2020 Opolí) byl polský plochodrážní jezdec.

## Závodní kariéra
V roce 1973 se stal mistrem světa jednotlivců na ploché dráze jako první Polák v historii (dalším byl až roku 2010 Tomasz Gollob). Do šampionátu přitom nastupoval jako outsider, k favoritům patřil Novozélanďan Ivan Mauger, s nímž Szczakiel absolvoval poslední rozhodující jízdu. V roce 1971 se stal mistrem světa dvojic, spolu s Andrzejem Wyglendou. Ve své kariéře byl limitován tím, že mu polské státní orgány neumožňovaly cestovat na závody mimo Evropu, na rozdíl od jeho kolegů Zenona Plecha nebo Edwarda Jancarze.